# Normanella brevispina
Normanella brevispina is een eenoogkreeftjessoort uit de familie van de Normanellidae. De wetenschappelijke naam van de soort is voor het eerst geldig gepubliceerd in 2003 door Lee W., Montagna & Han.